# LulzSec
LulzSec安全（Lulz Security）是2011年出現的一個黑客組織，因在2個月內成功襲擊了中央情報局，美國參議院，任天堂，索尼等多家機構而名聲大噪。他們發動稱為“反安全行動”的一個計劃，目標是整個計算機安全工業。
2011年6月中旬，LulzSec宣布停止攻擊，而另一個黑客組織Anonymous接替了他們發動新一輪攻擊。